# Mark Boris Andrijanič
Mark Boris Andrijanič (ur. 4 lipca 1983) – słoweński polityk i prawnik, od 2021 do 2022 minister bez teki ds. transformacji cyfrowej.

## Życiorys
Ukończył studia na wydziale prawa Uniwersytetu Lublańskiego, uzyskał magisterium z polityki publicznej na Uniwersytecie Oksfordzkim. Pracował w Sierra Leone jako doradca rządu do spraw gospodarczych. Był też pracownikiem naukowym w Wilfried Martens Centre for European Studies. Od 2016 zatrudniony w przedsiębiorstwie Uber, m.in. jako dyrektor do spraw korporacyjnych dla Europy Środkowo-Wschodniej.
W lipcu 2021 w trzecim rządzie Janeza Janšy z rekomendacji ugrupowania Nowa Słowenia objął stanowisko ministra bez teki do spraw transformacji cyfrowej. Funkcję tę pełnił do czerwca 2022.